# (6247) Amanogawa
(6247) Amanogawa est un astéroïde de la ceinture principale.

## Description
(6247) Amanogawa est un astéroïde de la ceinture principale. Il fut découvert le 21 novembre 1990 à Kitami par Kin Endate et Kazuro Watanabe. Il présente une orbite caractérisée par un demi-grand axe de 2,39 UA, une excentricité de 0,06 et une inclinaison de 8,6° par rapport à l'écliptique.

## Compléments